# Sint-Servatiuskerk (Oijen)
De Sint-Servatiuskerk is een rooms-katholieke kerk in de Nederlandse plaats Oijen. De kerk was gewijd aan Servaas van Maastricht.
De eerst vermelding van een kerk in Oijen stamt uit 1139. Deze was gewijd aan Servaas van Maastricht, aangezien Oijen viel onder de Sint-Servaasbasiliek in Maastricht. Tijdens de Nederlandse Opstand oorlog werd Oijen door de Staatsen veroverd. De kerk werd toegewezen aan de protestanten, ondanks dat die er amper waren in de omgeving. De katholieke gelovigen waren noodgedwongen aangewezen de Sint-Benedictuskerk in Teeffelen, in het vrije graafschap Megen. Na circa twee eeuwen, ten tijde van de Franse tijd, kwam de kerk weer toe aan de katholieken en betrokken de protestanten in 1810 een nieuwe Hervormde kerk. De Sint-Servatiuskerk was in zo'n slechte staat dat in 1837 een nieuwe kerk werd gebouwd, een zogenaamde waterstaatskerk. Deze werd in 1968 weer gesloopt nadat in de jaren 1964-1965 een nieuwe kerk was verrezen.
De nieuwe kerk was opgezet als moderne zaalkerk met een schuin dak, naar ontwerp van J.H.W. en H.P.M. Elemans. De toren staat niet direct tegen het hoofdgebouw, maar is er via een bijgebouw mee verbonden. Op een groot podium zijn de liturgische elementen bij elkaar gebracht. Het kerkorgel is gemaakt door Franciscus Cornelius Smits en dateert uit 1848.
Omdat de kerk te groot was voor de slinkende katholieke gemeenschap, waren er in 2008 concrete plannen om haar te vervangen door een kleinere. Vanwege het steeds verder teruglopende kerkbezoek en oplopende kosten is door bisschop Gerard de Korte bij decreet besloten om de kerk per 16 november 2024 aan de goddelijke eredienst te onttrekken.
Kort na de sluiting is de kerk door de Gemeente Oss uitgeroepen tot gemeentelijk monument.
Ten oosten van de kerk ligt een begraafplaats en naar het zuidoosten het Sint-Jozefklooster met de kloosterkapel Sint-Jozef.

## Galerij

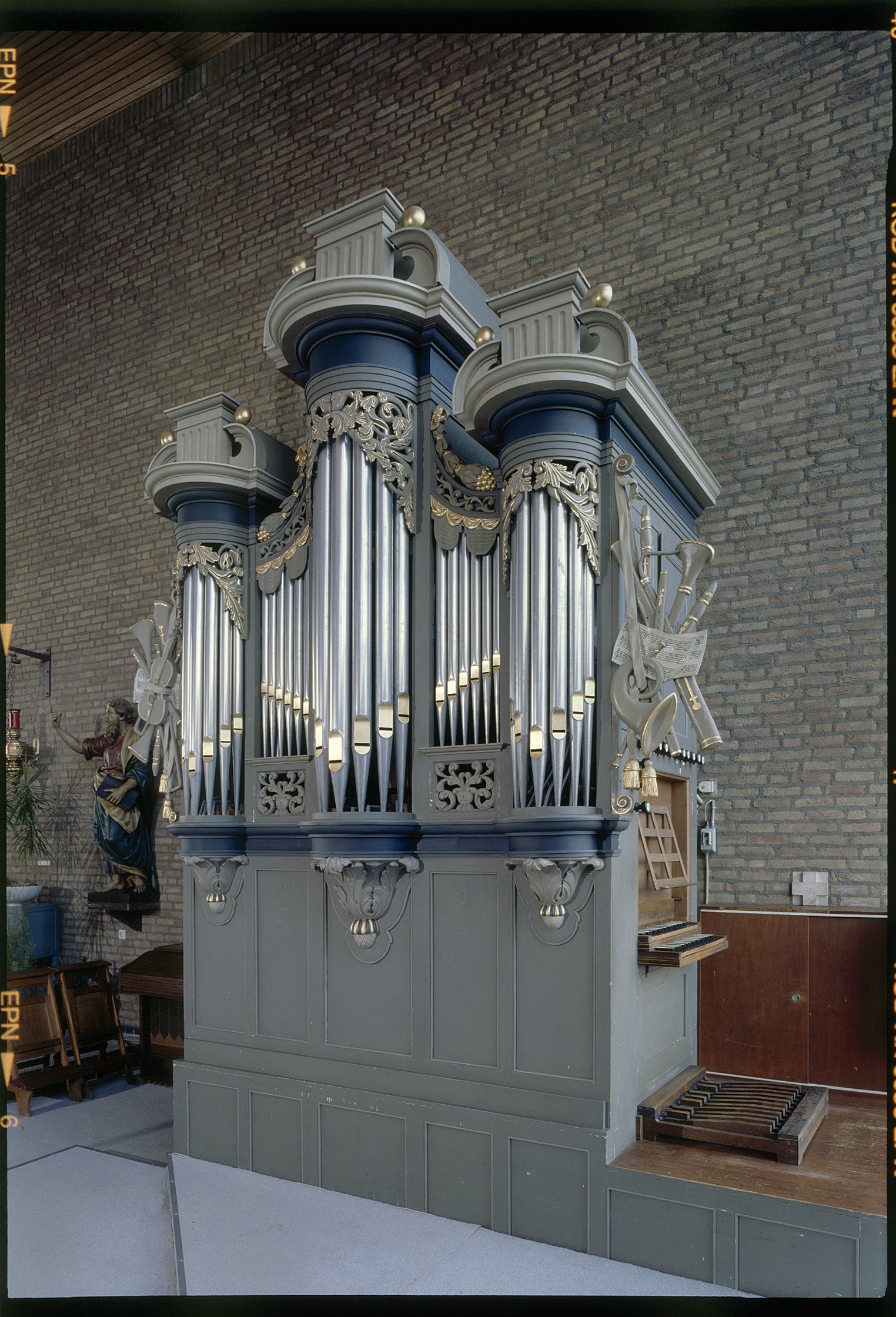
Het Smits-orgel uit 1848
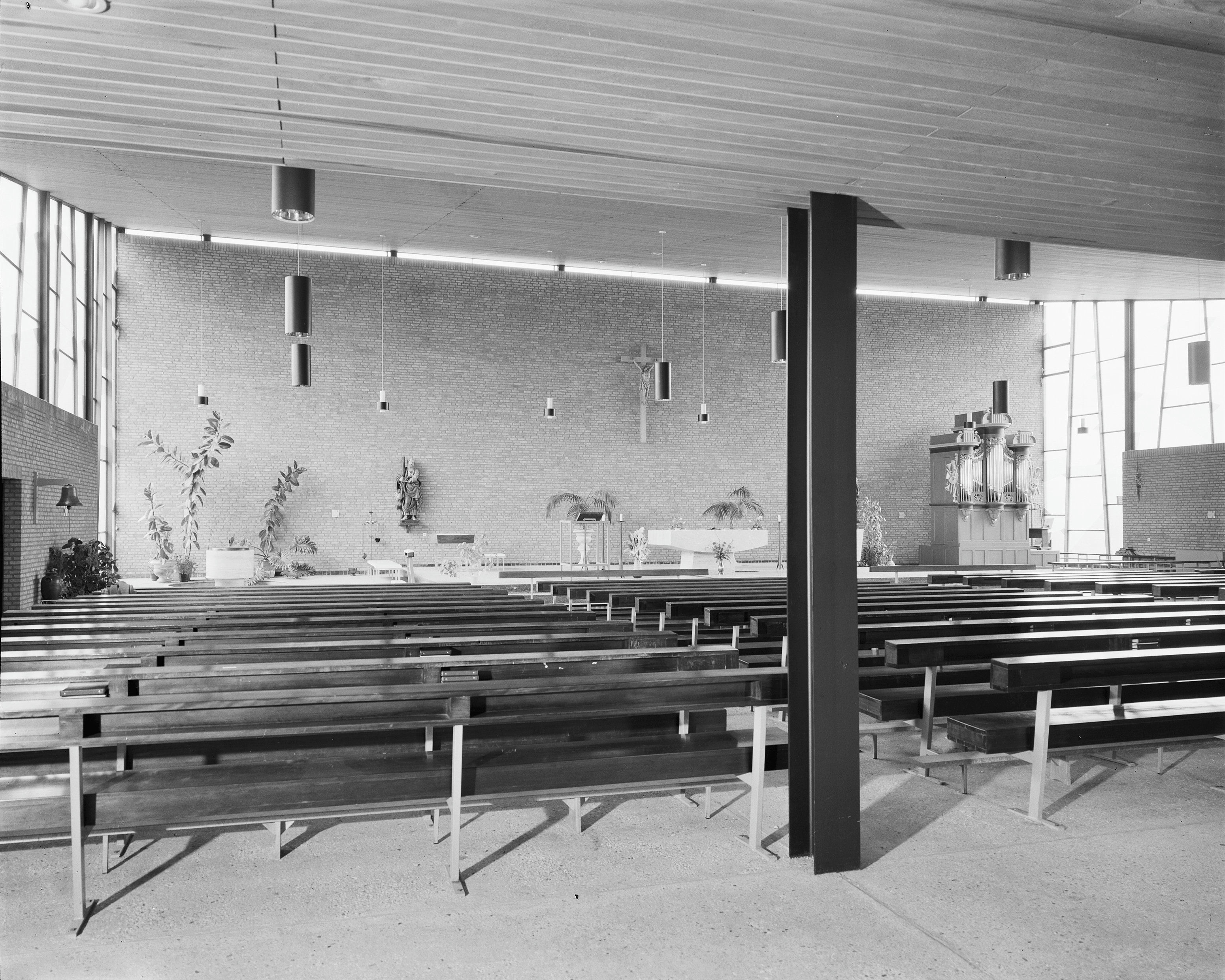
Kerkzaal in 1973